# Hydnellum spongiosipes
Hydnellum spongiosipes är en svampart som först beskrevs av Peck, och fick sitt nu gällande namn av Zdeněk Pouzar 1960. Hydnellum spongiosipes ingår i släktet korktaggsvampar och familjen Bankeraceae.   Inga underarter finns listade i Catalogue of Life.

## Bildgalleri

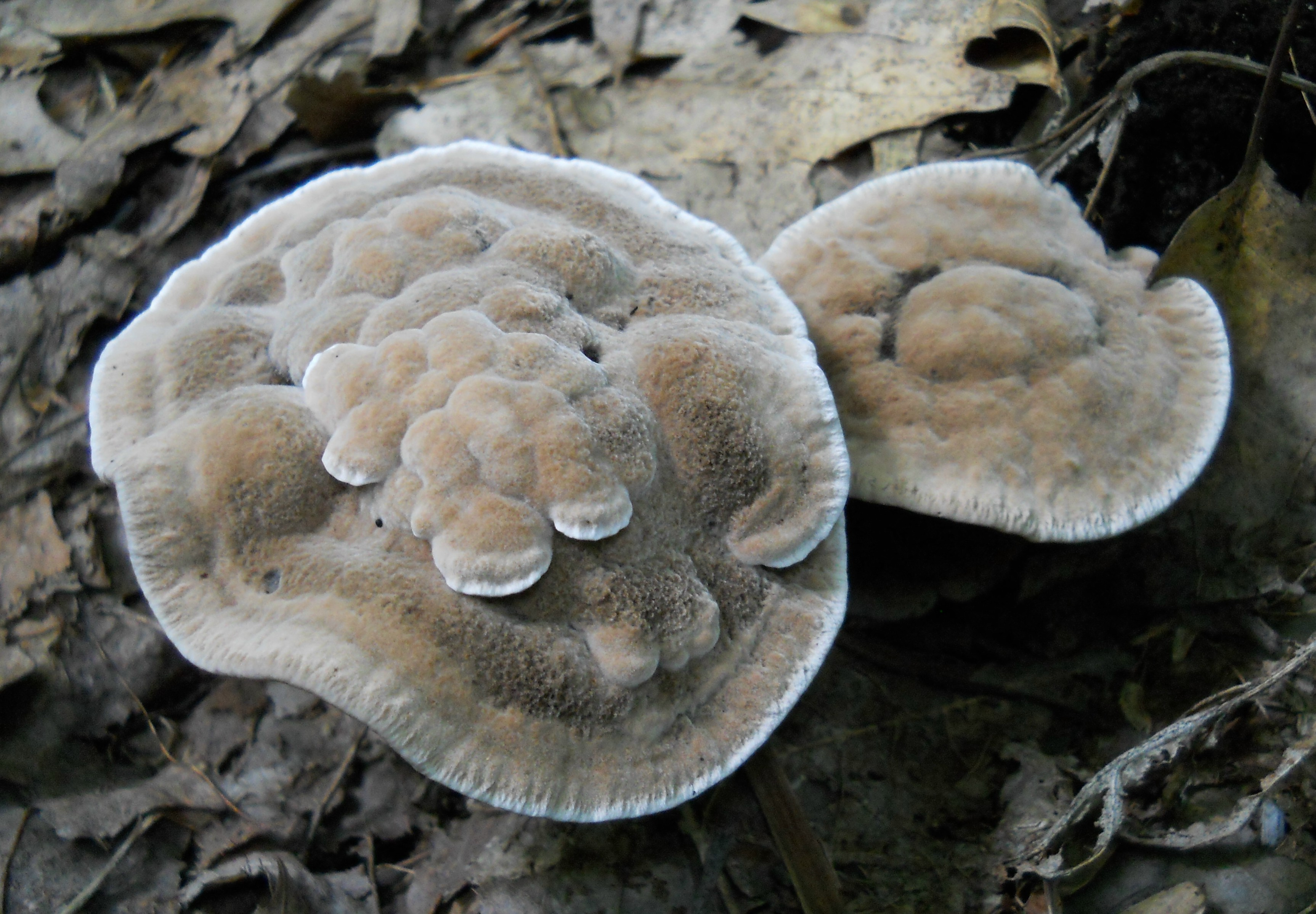